# Fantastique dans Les Aventures de Tintin
Vous lisez un « bon article » labellisé en 2024.
Pour un article plus général, voir Les Aventures de Tintin.
Le fantastique dans Les Aventures de Tintin recouvre l'ensemble des phénomènes étranges et paranormaux introduits par le dessinateur belge Hergé, créateur de la série, dans le scénario de ses albums. L'auteur s'intéresse depuis toujours aux phénomènes inexplicables et aux sciences occultes, un intérêt qui confine à l'obsession dans les dernières années de sa vie, et il utilise le fantastique comme l'un des principaux moteurs de sa narration.
Présents dans dix des vingt-quatre albums de l'œuvre d'Hergé, les phénomènes paranormaux prennent différents aspects : rêves prémonitoires, hypnose, voyance, fakirisme, radiesthésie, lévitation, objets magiques, créatures légendaires ou encore objets volants non identifiés et vie extraterrestre. Le rôle assigné par l'auteur au fantastique connaît une certaine évolution : dans les premières aventures concernées, comme Les Cigares du pharaon, les phénomènes paranormaux sont démystifiés et trouvent finalement une explication rationnelle, mais à partir du diptyque inca, composé des Sept Boules de cristal et du Temple du Soleil, le fantastique est au cœur de l'intrigue et l'auteur ne donne aucune explication du phénomène mystérieux à ses lecteurs, de sorte que l'intrigue conserve une part d'hésitation propre à ce genre de récit. Par ailleurs, l'atmosphère d'angoisse et le climat de terreur mis en place par l'intrusion du fantastique dans certains albums en font autant de récits initiatiques pour les jeunes lecteurs.
La récurrence des phénomènes paranormaux dans Les Aventures de Tintin explique le grand nombre de travaux que journalistes, écrivains et universitaires consacrent au sujet, certains auteurs prêtant néanmoins à Hergé des aspirations ésotéristes que ne reconnaissent pas ses biographes classiques. 

## Intérêt d'Hergé pour les phénomènes paranormaux

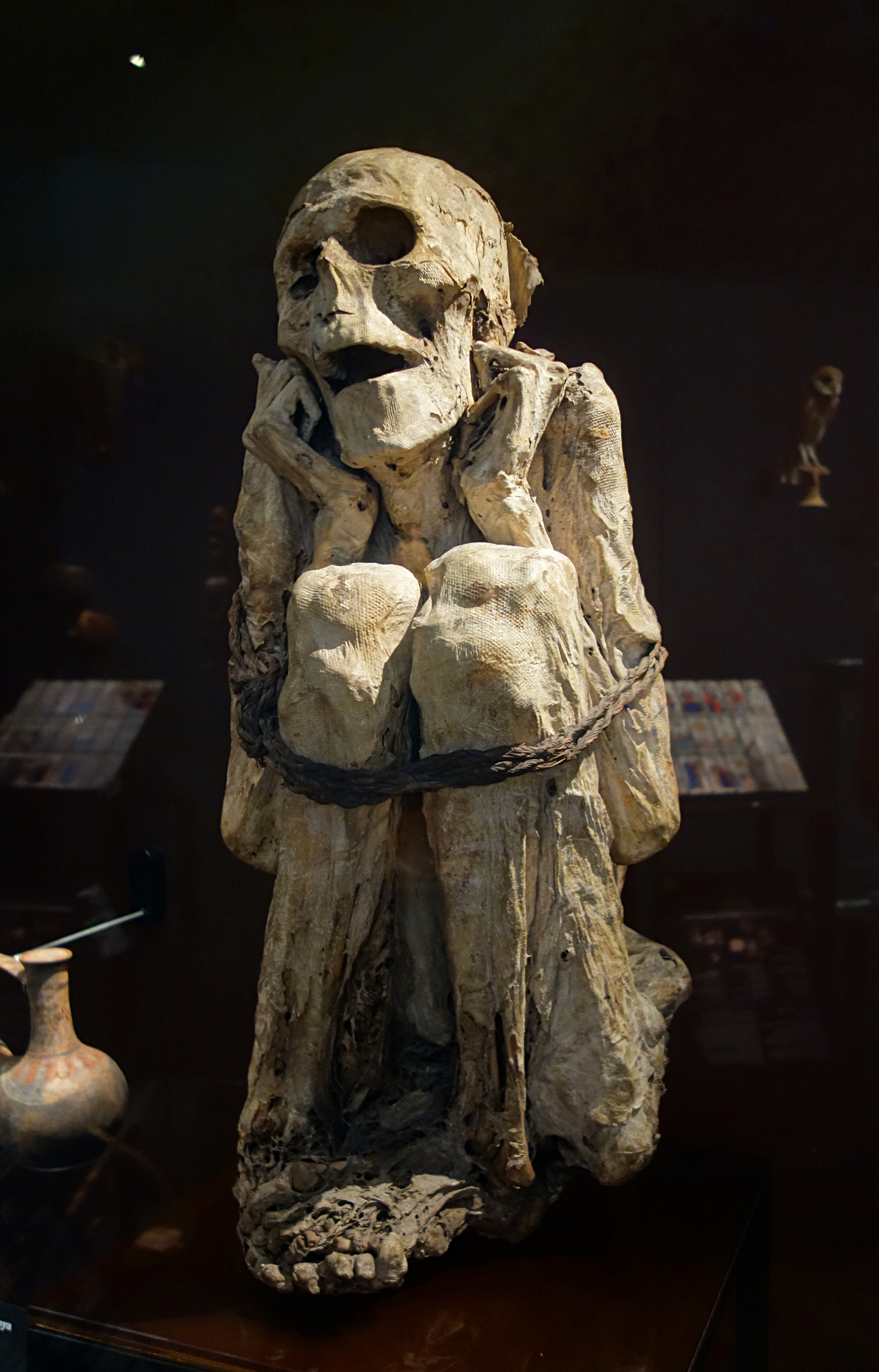
Momie chachapoya qui a pu inspirer celle de Rascar Capac.

L'attrait du dessinateur pour les phénomènes paranormaux se manifeste très tôt et trouve son origine dans un certain nombre de situations vécues qui le marquent durablement. Dans la soirée du 7 juin 1914, à l'âge de 7 ans, alors qu'il assiste à la veillée funèbre de son grand-père maternel, Joseph Dufour, il dit voir apparaître une tête de mort sur le montant extérieur d'une fenêtre. Cette apparition, que refusent de croire ses parents, le trouble tant qu'il décide d'en faire une esquisse et, selon certains spécialistes de son œuvre comme Philippe Goddin, cet évènement pourrait être le véritable élément fondateur de l'histoire des Sept Boules de cristal, en particulier la scène dans laquelle la momie de Rascar Capac apparaît à la fenêtre de la chambre de Tintin pendant son sommeil,. Hergé vit aussi difficilement les accès de folie répétés de sa mère. Les troubles mentaux d'Élisabeth Remi se manifestent peu après la naissance de son petit frère Paul, et la contraignent de s'éloigner du foyer. Ses crises devenant plus fréquentes, elle multiplie les séjours en hôpital psychiatrique avant d'être définitivement internée en 1946.
La fascination du dessinateur pour les sciences occultes semble croître tout au long de sa vie. En 1939, Hergé et sa femme font appel au célèbre radiesthésiste Victor Mertens pour retrouver une alliance égarée à leur domicile. Ce dernier la retrouve à l'aide de son pendule, puis intervient une nouvelle fois auprès du couple en juin 1944 en localisant, sur un plan de leur maison, le courant d'eau souterrain qui, selon lui, expliquerait leur sommeil troublé.

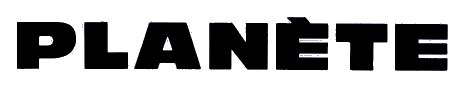
Dans les années 1960, Hergé est un lecteur assidu de la revue Planète.

À la même époque, Hergé rencontre Bernard Heuvelmans, docteur ès sciences de l'Université libre de Bruxelles, à la rédaction du Soir. Les deux hommes nouent une amitié durable et Heuvelmans fournit au dessinateur quelques éléments pour ses scénarios. Ses travaux sur la cryptozoologie fascinent Hergé et inspirent en particulier la représentation du yéti comme un être sensible dans Tintin au Tibet,. Dans les années 1960, Hergé devient un lecteur assidu de la revue Planète, fondée par Jacques Bergier et Louis Pauwels, auteurs du best-seller Le Matin des magiciens et dont les écrits contribuent à populariser les pseudosciences,.
Après la fin de la Seconde Guerre mondiale, alors que se manifestent chez l'auteur les premiers signes d'un syndrome dépressif, Hergé et sa femme prennent l'habitude de consulter une voyante. Après des échanges éphémères avec une certaine Mme Sacca, ils consultent plus régulièrement Bertha Jagenau, la mère d'un des assistants du dessinateur et dont l'influence sur le couple devient considérable, en particulier sur Germaine Remi. Le 17 février 1952, Hergé et sa femme sont victimes d'un accident de la route dans lequel celle-ci est grièvement blessée, conformément à la prédiction faite quelques semaines plus tôt par « Bertje ». Quelques mois plus tard, quand le portrait d'Hergé peint par son ami Jacques Van Melkebeke se décroche dans leur salon, la voyante y voit l'influence néfaste que le peintre exerce sur le dessinateur et le pousse à s'éloigner de lui.

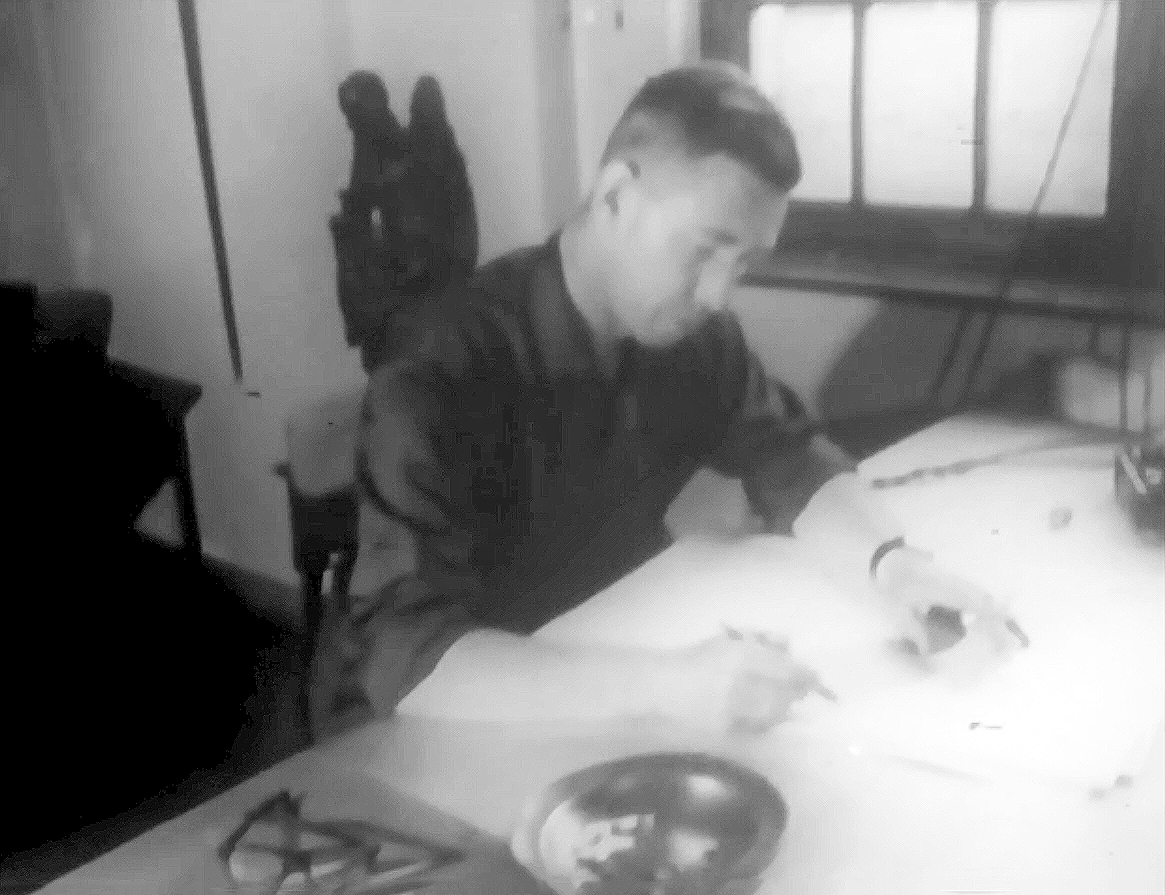
Hergé en 1962, travaillant sur une planche des Bijoux de la Castafiore, dans sa maison de Céroux-Mousty.

La relation amoureuse qu'entretient Hergé à partir de 1956 avec l'une de ses jeunes collaboratrices, Fanny Vlamynck, renforce la crise intérieure qu'il traverse. Toujours empreint de son éducation catholique, il ne peut se résoudre à quitter sa femme, mais ses nuits sont marquées par des rêves obsédants, angoissants, où la couleur blanche domine. Il confie notamment l'un d'eux, dans un entretien accordé à Numa Sadoul quelques années plus tard : « Des feuilles mortes tombaient et recouvraient tout. À un certain moment, dans une sorte d'alcôve d'une blancheur immaculée, est apparu un squelette tout blanc qui a essayé de m'attraper. Et à l'instant, tout autour de moi, le monde est devenu blanc, blanc. »
Sur les conseils de son ami Raymond De Becker, ancien rédacteur en chef du Soir pendant l'Occupation, Hergé sollicite l'aide du psychanalyste zurichois Franz Niklaus Riklin, spécialiste de la psychanalyse jungienne,, qui lui conseille de cesser le travail pour vaincre le « démon de la pureté » qui l'habite. Hergé s'obstine pourtant à terminer son œuvre, et l'achèvement de Tintin au Tibet agit sur lui comme une guérison. Dans le même temps, il prend la décision de quitter Germaine pour vivre avec Fanny. Il ne cesse pour autant de consulter une voyante, suivant désormais les conseils de l'occultiste Yaguel Didier, tout en se tournant vers les philosophies orientales et la pratique du taoïsme.

## Le fantastique dans l'œuvre d'Hergé

### Rêves et cauchemars
Jean-Marie Embs affirme que « de tous les dessinateurs de bande dessinée, Hergé est sans doute le seul à avoir introduit dans son œuvre des songes dont une lecture cryptographique laisse deviner une angoisse ou exprime une leçon ». La première apparition du rêve figure dans Les Cigares du pharaon : sous l'effet d'un puissant narcotique dans le tombeau du pharaon Kih-Oskh, Tintin voit des éléments énigmatiques dans un rêve qui peut être vu comme un lieu de régression, en s'achevant par l'image du héros dans un berceau. Le Crabe aux pinces d'or, L'Étoile mystérieuse, Les Sept Boules de cristal et Le Temple du Soleil plongent Tintin dans des cauchemars où la réalité s'éloigne sans que le rêve s'impose tout à fait, entraînant la confusion entre l'état d'éveil et l'état de sommeil et laissant toute leur place au fantastique.

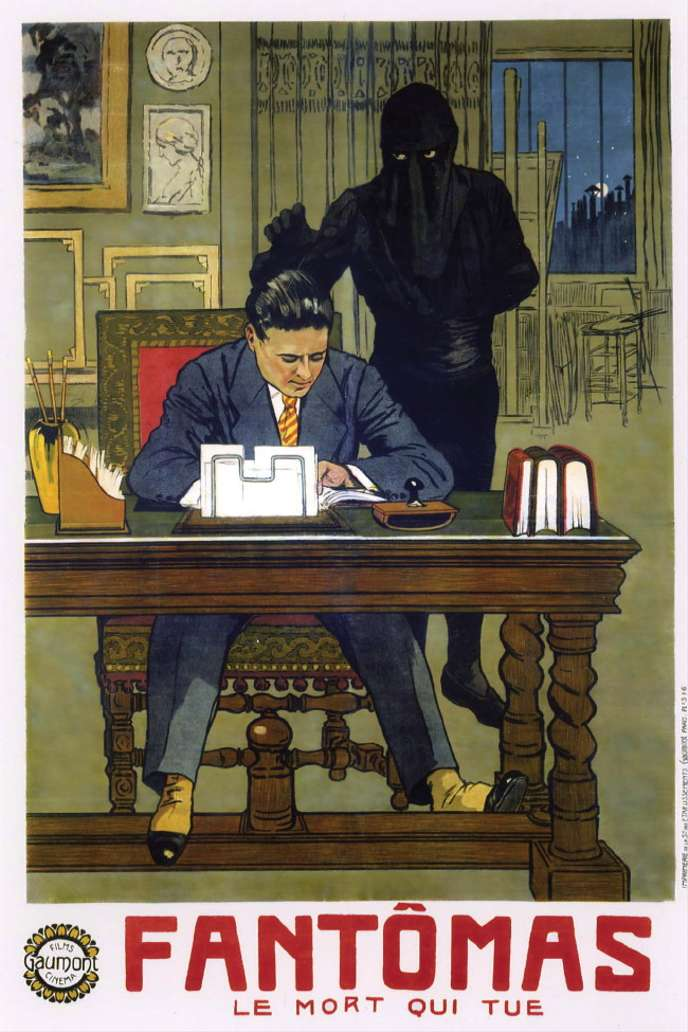
L'intrusion nocturne de la momie rappelle le stéréotype classique de la mort arrivant par derrière, comme sur cette affiche de 1913.

La scène de l'intrusion nocturne de la momie de Rascar Capac dans le sommeil de Tintin est d'ailleurs, selon le sémiologue Pierre Fresnault-Deruelle, probablement la plus célèbre de tout l'œuvre d'Hergé. Jean-Marie Embs estime que le dessinateur dépasse ici le fantastique pour « bousculer la frontière qui sépare l'artifice du véritable prodige », tandis que pour Philippe Marion, la séquence des cauchemars « est une des plus traumatiques de la saga tintinesque » et « constitue le climax fantastique de l'album ». Elle est d'autant plus troublante que le dessinateur se plait à leurrer son lecteur pour susciter chez lui une sorte d'hésitation : rien n'indique qu'il s'agit réellement d'un cauchemar dans la mesure où Hergé n'apporte aucun indice qui permette au lecteur de dépasser le premier degré de lecture.
Les deux premiers strips de la planche montrent l'abattement et le désarroi d'Hippolyte Bergamotte après la volatilisation de la momie. Effondré, le professeur comprend que la malédiction s'abattra également sur lui. Les tons sombres des deux derniers strips de la planche indiquent que les personnages se sont retirés dans leur chambre pour dormir. Les volets de Tintin sont ouverts, probablement en raison de la chaleur. Dans la huitième case, le lecteur découvre l'arrivée d'un spectre sorti de la nuit, qui n'est autre que la momie de Rascar Capac. Pour Pierre Fresnault-Deruelle, cette vignette est « le pivot du récit » dans la mesure où elle transporte les personnages « depuis la nuit réparatrice supposée jusqu'aux tourments, bien réels, des ténèbres ». Le visage de Tintin, toujours endormi, semble pressentir la menace car il est entouré de gouttelettes qui révèlent son trouble, comme s'il avait l'intuition de l'arrivée de la mort dans son dos, une image universelle et largement répandue dans la littérature et le cinéma, comme sur l'affiche du film de la série Fantômas, Le Mort qui tue, réalisé en 1913.
Dans les cases suivantes, la momie enjambe la fenêtre et s'introduit dans la chambre avant de projeter sur Tintin une boule de cristal qui éclate dans un écran de fumée. Le héros, réveillé en sursaut et redressé dans son lit, constate que la fenêtre, sous la force du vent, s'est ouverte violemment au point de se briser au contact du vase situé sur le meuble d'angle. Il se réjouit alors de n'avoir que rêvé, mais à peine s'est-il ressaisi que l'appel au secours du capitaine, puis celui du professeur Tournesol, en proie au même cauchemar, placent de nouveau l'aventure dans une atmosphère inquiétante. De fait, le professeur Bergamotte est bientôt retrouvé en état de léthargie, des éclats de cristal au pied de son lit. Si le réveil de Tintin laisse entendre que le début de la séquence nocturne était irréel, il ressort que « l'auteur a hystérisé son récit en regroupant ces cauchemars ».
Le rêve occupe également une place centrale dans Tintin au Tibet. La vision de Tchang, appelant à l'aide et enseveli sous la neige, dans un cauchemar « hallucinant de vérité », sert de déclencheur à l'aventure, tandis que plus tard, au Népal, le capitaine Haddock, qui marche en tête de l'expédition partie de Katmandou, finit par s'endormir sous le poids de la fatigue et de l'alcool. Son rêve, savamment construit dans un « montage surréaliste » qui s'étale sur un ensemble de trois cases, offre un résumé de la situation qui est la sienne dans les derniers albums de la série, celle d'un personnage qui subit l'aventure qu'il n'a pas choisie. C'est de nouveau le capitaine qui rêve dans Les Bijoux de la Castafiore, dans un cauchemar qui révèle le trouble que suscite la cantatrice dans son esprit,. D'après Jean-Marie Embs, les rêves du capitaine expriment des contrariétés qui ne sont pas éloignées de celles d'Hergé qui, par procuration, transpose ses propres angoisses dans les rêves du personnage auquel il semble le plus s'identifier dans les dernières années de sa vie : « c'est dorénavant à ce marin si humain et non plus à Tintin, écrasant et inaccessible modèle, que le dessinateur s'identifie inconsciemment au point d'en faire son vrai porte-parole ». Hergé prévoit de commencer Tintin et l'Alph-Art par un cauchemar du capitaine, où la Castafiore vient lui apporter au lit son « médicament » — du Loch Lomond, impossible à boire depuis le stopalcool de Tintin et les Picaros — puis se transforme en menaçante créature mi-humaine mi-oiseau qui se met à le picorer violemment.

### Voyance

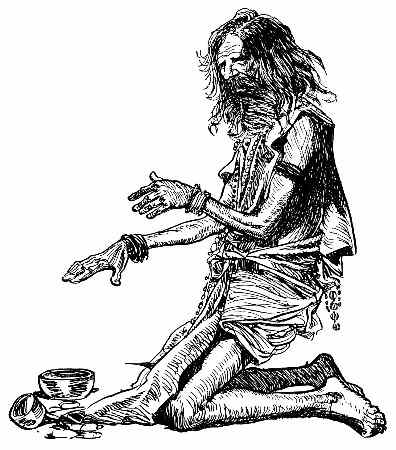
Un fakir.

Hergé introduit pour la première fois le thème de la voyance dans Le Lotus bleu à travers le personnage du fakir Cipaçalouvishni, invité à se produire au palais du maharadjah de Rawhajpoutalah et qui annonce à Tintin les évènements qui vont suivre dans l'album en lisant dans les lignes de sa main. La voyance apparaît ensuite dans L'Étoile mystérieuse à travers le grotesque prophète Philippulus, caricature de Philippe Gérard, un ancien camarade de scoutisme d'Hergé qui ne cesse alors de lui prédire les pires ennuis s'il continue de collaborer au Soir, un journal « volé » par l'occupant, ce qui entraîne une brouille entre les deux hommes. Annonçant la fin du monde, Philippulus vient hanter le rêve de Tintin avec l'araignée du télescope qui annonce l'araignée géante de la fin de l'aventure.
Le thème de la voyance est repris dans Les Sept Boules de cristal avec Madame Yamilah, la voyante extra-lucide qui se produit sur la scène de Music-Hall et qui annonce la malédiction qui frappe les membres de l'expédition Sanders-Hardmuth, puis dans Tintin au Tibet avec le moine Foudre Bénie qui raconte des actions dont ni les autres personnages ni le lecteur ne peuvent avoir connaissance, et enfin dans Les Bijoux de la Castafiore avec la vieille diseuse de bonne aventure tzigane qui lit dans la main du capitaine Haddock,. Par ailleurs, Jean-Marie Embs considère que dans Le Secret de La Licorne, à travers l'identification absolue du capitaine à son aïeul le chevalier François de Hadoque, le lecteur assiste « à une performance étonnante de métempsycose rétroactive voisine de l'extralucidité ».

### Hypnose

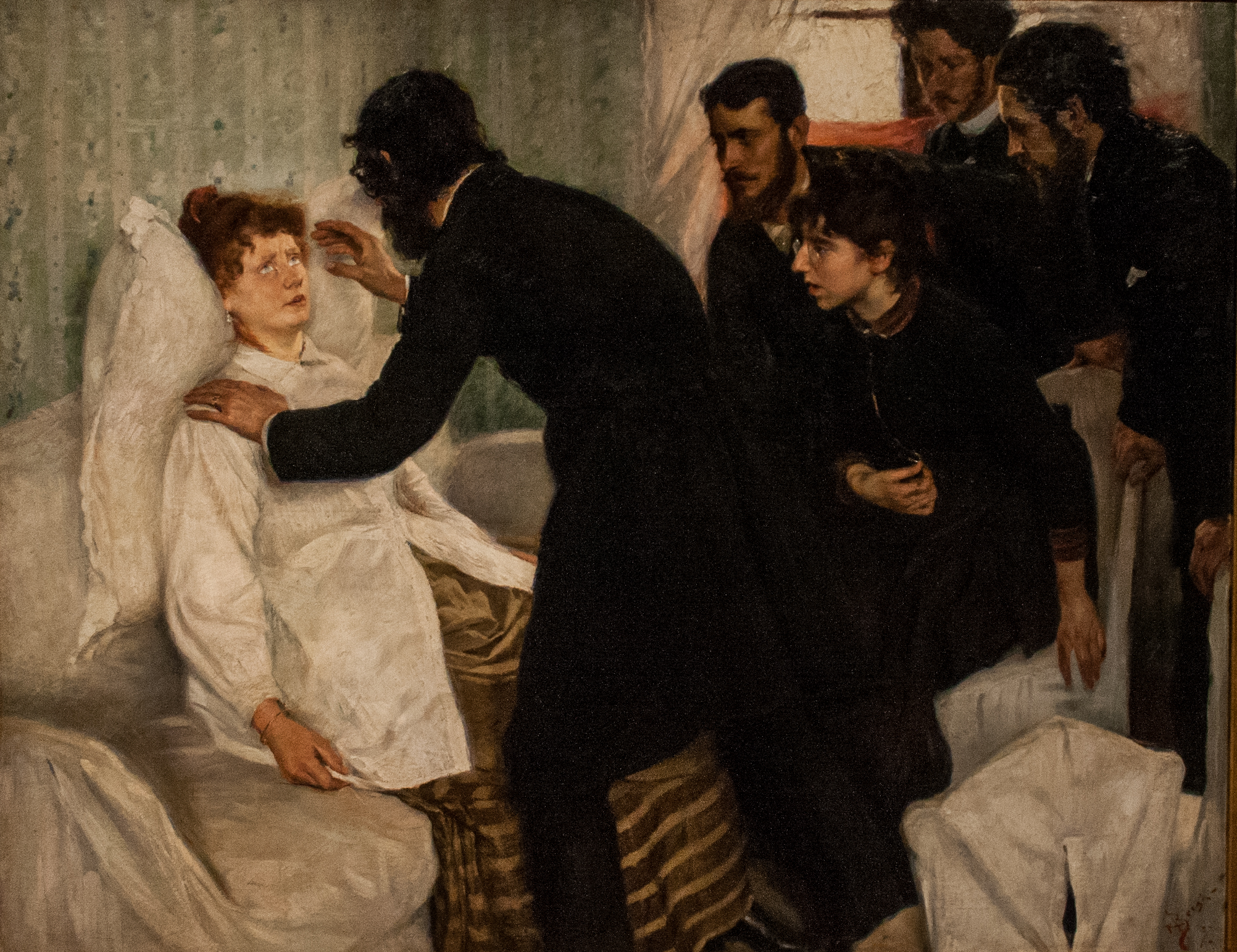
Une séance d'hypnose dans un tableau de Richard Bergh, en 1887.

Introduite par le fakir des Cigares du pharaon qui envoûte le professeur Siclone à seule fin de tuer Tintin, l'hypnose est au cœur de l'aventure inca : c'est sous hypnose que la voyante Yamilah révèle la malédiction des Sept Boules de cristal tandis que les sept savants membres de l'expédition Sanders-Hardmuth sont plongés dans une profonde léthargie et torturés à distance par le Grand Prêtre inca, un mystérieux mal dont ils ne sortent qu'à la fin du Temple du Soleil.
Dans Vol 714 pour Sydney, le docteur Krollspell, psychiatre allié au « génie du Mal » Roberto Rastapopoulos, prétend soutirer les codes bancaires du milliardaire Laszlo Carreidas au moyen de l'injection d'un sérum de vérité, puis le scientifique Mik Ezdanitoff, en contact télépathique avec un peuple extraterrestre, guide les protagonistes de l'aventure et les aide à s'échapper de l'île ravagée par une éruption volcanique, avant d'effacer toute trace de ces évènements de leur mémoire. Dans l'œuvre d'Hergé, l'amnésie semble d'ailleurs inéluctable à la sortie de l'hypnose : de même que Tintin et ses amis ne gardent aucun souvenir de ces évènements, la voyante Yamilah semble toujours hébétée quelques minutes après sa performance quand les héros la croisent dans les coulisses du Music-Hall.

### Radiesthésie
Hergé, sensible aux pouvoirs de la radiesthésie, l'introduit dans la série dans la première version de Tintin au pays de l'or noir : le héros, muni d'une baguette de sourcier, entreprend de trouver de l'eau dans le désert. Cette scène n'est pas reprise dans l'album remanié. C'est ensuite le professeur Tournesol qui incarne ce phénomène. Savant de génie maîtrisant les sciences exactes, Tournesol franchit ainsi les frontières de l'irrationnel en manipulant son pendule en toutes circonstances. Il l'utilise dès sa première apparition, dans Le Trésor de Rackham le Rouge, pour tenter de retrouver l'épave de La Licorne, affirmant sans relâche que celle-ci se trouve « un peu plus à l'ouest ». Dans Les Sept Boules de cristal, le lecteur le retrouve en quête d'un tombeau mérovingien dans le parc du château de Moulinsart, et c'est en utilisant son pendule dans le parc de la villa de son ami Hippolyte Bergamotte qu'il finit par trouver le bracelet de Rascar Capac, ce qui précipitera son enlèvement.
Dans Le Temple du Soleil, les Dupondt l'imitent et croient pouvoir retrouver la piste des héros en utilisant le pendule, affirmant à leur supérieur qu'il s'agit là « d'entreprendre de nouvelles recherches, sur des bases toutes neuves et avec des méthodes entièrement inédites » et qu'ils entendent « garder à ce sujet un silence aussi compact que discret ». Alors que Dupond tient le pendule, Dupont suit la méthode, mais leurs recherches demeurent infructueuses car ils sont incapables d'interpréter les oscillations de l'appareil. Hergé trouve là un nouveau ressort comique dans son aventure, bien qu'il présente un phénomène particulièrement étrange puisque le pendule retransmet les sensations physiques et psychologiques des personnages : à titre d'exemple, alors que le capitaine, au cœur du temple inca, affirme n'avoir jamais « touché à ce point le fond du désespoir », les Dupondt se retrouvent au fond d'une mine car « d'après le pendule, ils doivent être bien bas ». Ainsi se rendent-ils, selon les situations, aux quatre coins du monde.

### Vie extraterrestre

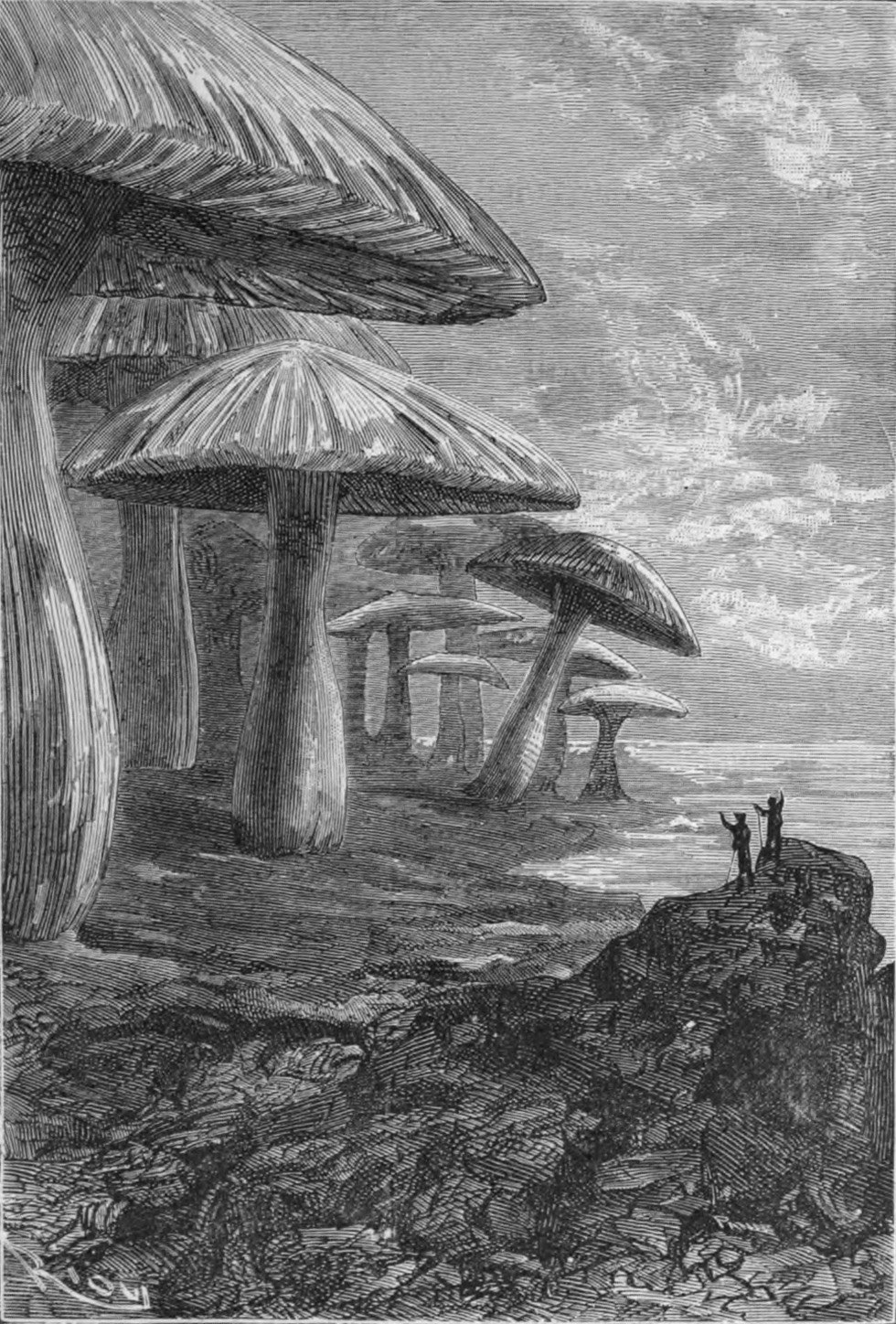
Comme les héros du Voyage au centre de la Terre de Jules Verne, Tintin est confronté à des champignons géants dans L'Étoile mystérieuse.

Hergé évoque les formes de vie extraterrestre à trois reprises dans la série. Le sujet est abordé pour la première fois dans L'Étoile mystérieuse à travers la chute d'un aérolithe dans l'océan Arctique qui contient un métal inconnu sur Terre, le calystène. Les propriétés de ce métal sont extraordinaires puisqu'il permet une croissance accélérée des arbres et de certains animaux, tandis que d'immenses champignons surgissent de la roche avant d'exploser en quelques secondes, telles des bulles de savon.
Dans On a marché sur la Lune, la fusée, les conditions de vol et le séjour des héros sur la Lune sont certes présentés de manière réaliste, sources scientifiques à l'appui, mais Hergé, d'après Numa Sadoul, introduit dans son scénario la possibilité d'une rencontre avec des extraterrestres, évoquée notamment par les Dupondt qui, découvrant des traces de pas, ne comprennent pas que ce sont pourtant les leurs, de la même manière qu'ils n'avaient pas remarqué qu'ils tournaient en rond dans le désert avec leur Jeep dans Tintin au pays de l'or noir. Hergé rejette pour cette fois le paranormal : quand Tintin interroge le professeur Tournesol sur l'hypothèse d'une vie lunaire, ce dernier l'écarte de façon catégorique.

Une « soucoupe volante », phénomène évoqué dans Vol 714 pour Sydney.

Avant-dernier album achevé de la série, Vol 714 pour Sydney est celui qui aborde le plus nettement la question des extraterrestres et se rapproche ainsi du genre de la science-fiction. Pour le tintinophile suisse Jean Rime, l'évocation des extraterrestres apparaît comme une « situation incongrue qui outrepasse les limites du réalisme souvent crédité à l'univers d'Hergé, mais qui se comprend corrélativement à la vogue contemporaine » de l'écriture du scénario Reprenant la théorie des anciens astronautes alors au goût du jour dans les années 1960, Hergé exploite l'hypothèse selon laquelle des extraterrestres ont laissé le témoignage de leur passage sur Terre en plusieurs points du globe par des réalisations monumentales ou des pétroglyphes. La grotte souterraine de l'île volcanique où sont retenus Tintin et ses amis renferme ainsi des peintures évoquant des soucoupes volantes, tandis que l'entrée du souterrain est gardée par une sculpture monumentale qui évoque un cosmonaute casqué. Dans la suite de l'aventure, les héros rencontrent Mik Ezdanitoff, un « initié » en contact avec les extraterrestres et chargé de les renseigner sur les activités humaines. C'est lui qui organise l'exfiltration des héros à bord d'une soucoupe volante, qui fait ensuite disparaître Rastapopoulos et ses sbires.

### Autres phénomènes paranormaux
Les Aventures de Tintin abondent de phénomènes inexpliqués ou d'évènements miraculeux. Dans les premiers albums, le dessinateur aborde les pouvoirs surnaturels des fakirs. Celui, malfaisant, des Cigares du pharaon, dresse notamment une corde magique pour s'élever à hauteur de la fenêtre de la chambre du maharadjah pour lui lancer une fléchette empoisonnée pendant son sommeil. Dans l'aventure suivante, Le Lotus bleu, Tintin rencontre un fakir bienveillant, Cipaçalouvishni, qui livre devant lui une prestation aussi spectaculaire qu'invraisemblable, tour à tour dansant sur des morceaux de verre, pivotant sur une pointe acérée en équilibre sur le nez, ou transperçant son corps de différents poignards sans exprimer la moindre douleur ni faire apparaître la moindre plaie.
Dans Les Sept Boules de cristal et Le Temple du Soleil, les explorateurs européens qui ont violé la sépulture de l'inca Rascar Capac sont maintenus, à des milliers de kilomètres de distance, dans un état de léthargie par un envoûtement mystérieux que le Grand Prêtre peut interrompre en brûlant simplement l'effigie des savants dans lesquelles étaient fichées de petites aiguilles. Hergé ne livre aucune explication du mécanisme qui permet un tel envoûtement, débuté par la simple libération d'un liquide contenu dans les boules de cristal jetées au pied des savants. Dans ce même diptyque, la soirée au Music-Hall comporte son lot d'étrangeté : outre la performance de voyance de Mme Yamilah, l'illusionniste Bruno présente un exercice de transmutation de l'eau en vin que le capitaine Haddock cherche à reproduire. Les voyages de Tintin dans des contrées lointaines sont à chaque fois l'occasion de le confronter à des phénomènes mystérieux, telles les capacités de lévitation du moine Foudre Bénie dans Tintin au Tibet, capable de révélations après s'être élevé à bonne hauteur au-dessus du sol.
Dans ce même album, la communication télépathique entre Tchang et Tintin par le biais du rêve de ce dernier sert de démarreur à l'aventure. Ce phénomène est repris dans Vol 714 pour Sydney : c'est par télépathie que Mik Ezdanitoff communique avec les héros pour les conduire dans la grotte souterraine de l'île de Pulau-Pulau Bompa tout comme avec les extraterrestres qui visitent le lieu depuis des millénaires.
Les superstitions sont fréquemment évoquées dans la série. Dans Les Cigares du pharaon, la chute d'un khouttar devant les pieds est vue comme un présage de malheur, tout autant que le miroir brisé par Milou dans Tintin au Congo ou celui cassé par le capitaine Haddock dans Le Trésor de Rackham le Rouge. Dans Le Temple du Soleil, l'Inca Huascar offre un talisman à Tintin après avoir observé le héros prendre la défense du jeune Zorrino contre les hommes qui le brutalisaient. De fait, c'est cette médaille qui sauvera le petit vendeur d'oranges du bûcher dressé par les Incas. Enfin, dans Tintin au Tibet, le sherpa Tharkey craint un malheur si le capitaine ne respecte pas la tradition qui veut que l'on contourne un chörten par la gauche.

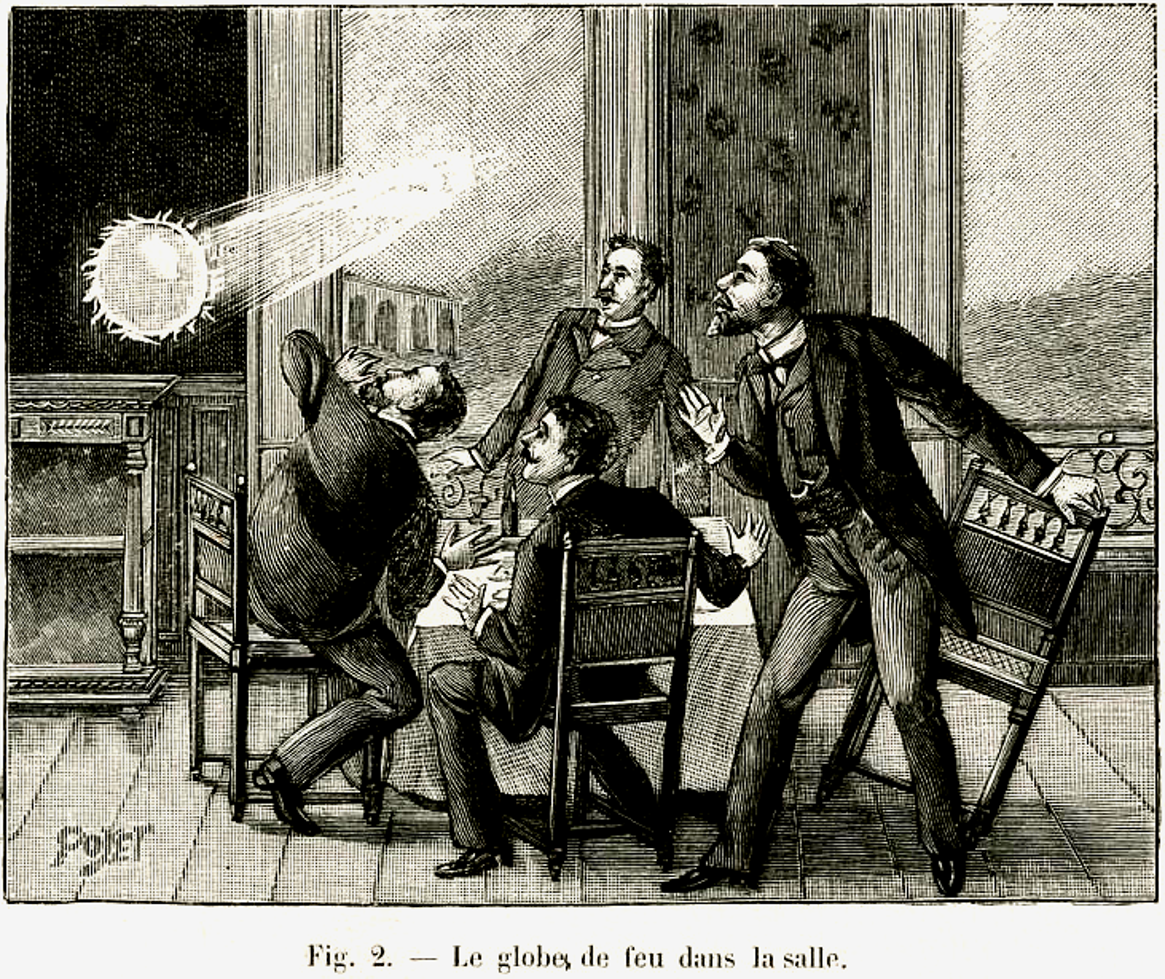
Le phénomène de foudre en boule, illustré par le graveur Louis Poyet en 1901, est souvent repris par Hergé.

Par ailleurs, Hergé semble avoir une certaine fascination pour le phénomène de foudre en boule qu'il utilise dans plusieurs aventures alors que ce phénomène est rarissime. Dans L'Oreille cassée, elle sauve Tintin en le projetant hors de la maison où il était retenu prisonnier et à deux doigts d'être exécuté. Dans Les Sept Boules de cristal, c'est la foudre en boule qui fait disparaître la momie de Rascar Capac de la vitrine qui la contenait, dans la villa du professeur Bergamotte, tandis que dans L'Affaire Tournesol, elle fait sauter les fusibles au château de Moulinsart.

## Analyse

### Le fantastique, moteur de la narration
L'intérêt d'Hergé pour les phénomènes étranges et les sciences occultes impacte fortement son travail d'écriture, ce que constate l'un des plus grands spécialistes de son œuvre, Philippe Goddin : « Chantre du réalisme, le père de Tintin n'a pourtant cessé de glisser dans ses albums de multiples clins d'œil aux phénomènes paranormaux ». Le critique littéraire Frédéric Soumois, qui consacre plusieurs ouvrages à la série, remarque que l'auteur intègre « au fil de ses récits un élément rationnel qui donne la clé, au moins partielle, d'un phénomène a priori totalement incompréhensible tout en gardant une part de mystère irrésolu au cœur de l'histoire », de sorte qu'un certain « réalisme fantastique » serait propre à l'œuvre d'Hergé, selon le critique et dessinateur François Rivière.
Ce dernier qualifie même d'« obsession » l'intérêt que porte Hergé aux mystères de l'existence, à mesure que les années passent. Pour l'universitaire Philippe Marion, la part d'hésitation et de mystère que conservent les œuvres du dessinateur répond bien à la définition du fantastique avancée par Tzvetan Todorov dans son Introduction à la littérature fantastique, selon qui le fantastique se distingue du merveilleux par l'hésitation qu'il produit entre le surnaturel et le naturel, le possible ou l'impossible et parfois entre le logique et l'illogique.

### Évolution dans la série

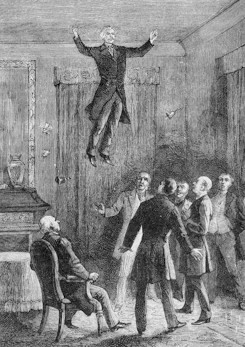
Le phénomène de lévitation inspire Hergé pour Tintin au Tibet.

Les phénomènes étranges et paranormaux abondent dans la série et culminent dans Les Sept Boules de cristal, un album dont le fantastique constitue le véritable cœur du récit. Vanessa Labelle, autrice d'une thèse sur la représentation du paranormal dans Les Aventures de Tintin, constate une progression dans la place que le dessinateur lui accorde. En effet, le paranormal est introduit dès la quatrième aventure de la série, Les Cigares du pharaon, à travers le thème de la malédiction du pharaon, qui sera repris plus tard dans Le Temple du Soleil, et la présence d'objets magiques. Mais dans cette aventure, le fantastique est démystifié et trouve finalement une explication rationnelle : la malédiction de Kih-Oskh n'est opérée, en réalité, que par une bande de trafiquants d'opium. De même dans L'Île noire, un récit publié quelques années plus tard, la bête qui hante le château de Ben More n'est qu'un gorille dressé par un faux-monnayeur pour entretenir la peur de la population et protéger ses activités illicites.
L'arrivée du professeur Tournesol dans Le Trésor de Rackham le Rouge marque un premier tournant, car le savant, toujours muni de son pendule, apporte une certaine crédibilité à cette pseudoscience qu'est la radiesthésie. Mais c'est le diptyque inca, formé par Les Sept Boules de cristal et Le Temple du Soleil qui modifie entièrement le rôle assigné au fantastique dans l'œuvre d'Hergé : tous les éléments paranormaux présentés dans l'intrigue permettent à l'auteur de créer une atmosphère de peur et, si l'utilisation du pendule par les Dupondt est toujours de l'ordre de l'humour, pour la première fois dans la série Hergé n'apporte aucune explication rationnelle au phénomène mystérieux qui sous-tend le récit, à savoir la malédiction de Rascar Capac et l'envoûtement des explorateurs. Ce tournant vers l'aventure est probablement du fait de l'influence d'Edgar P. Jacobs et de Jacques Van Melkebeke qui collaborent avec Hergé sur cet album et l'assistent dans l'écriture du scénario.
Dans Tintin au Tibet, le paranormal est au départ de l'intrigue puisque c'est le rêve de Tintin qui déclenche l'aventure. L'incrédulité du capitaine Haddock, présenté comme foncièrement rationnel et sceptique, rappelle le débat entre croyants et sceptiques dont le fantastique fait l'objet. D'abord incrédule quant à l'existence du yéti, il souhaite ardemment en apporter la preuve par le biais d'une photographie,. Il en est de même devant l'étonnante lévitation du moine Foudre Bénie, qui le laisse relativement sceptique puisqu'il croit à un truquage. Durant la majeure partie de l'aventure, si Tintin n'a pas besoin de preuves matérielles de la survie de Tchang, le capitaine refuse de le croire. Seule la confrontation avec le yéti vainc son scepticisme et produit une transformation de son caractère.
Enfin, dans Vol 714 pour Sydney, le paranormal n'est aucunement traité de manière humoristique, de sorte que l'auteur semble vouloir exposer à ses lecteurs, par le biais de la fiction, les théories pseudo-historiques de Robert Charroux ou des auteurs de la revue Planète.

### Fantastique et récit initiatique
| Photographie en noir et blanc d'une empreinte de pied dans la neige, à côté d'un piolet. · Dessin au crayon de la créature. |

D'après l'analyse de Vanessa Labelle, qui s'appuie sur les travaux de l'universitaire Simone Vierne et du psychanalyste Bruno Bettelheim, le climat de terreur mis en place par l'intrusion du fantastique dans les Aventures de Tintin est propice à l'initiation des jeunes lecteurs. Tous les albums dans lesquels le paranormal occupe une place essentielle peuvent être lus comme autant de récits initiatiques. Pour l'essayiste Jean-Marie Apostolidès, le diptyque inca en est l'exemple le plus abouti. L'atmosphère noire et macabre de la soirée dans la villa du professeur Bergamotte, renforcée par le caractère onirique des évènements, permet aux lecteurs d'en ressortir transformés.
Le Temple du Soleil comme Tintin au Tibet contiennent un certain nombre d'étapes qui peuvent être considérées comme un répertoire de ce que Simone Vierne appelle des « entr[ées] dans le domaine de la mort ». À titre d'exemples figurent dans cet album l'accident aérien, les montagnes himalayennes, les grottes et les crevasses, les avalanches, la tempête de neige ou encore la rencontre avec le yéti. Le questionnement autour de la mort, caractéristique du récit initiatique, est omniprésent dans cet album, d'abord autour de la mort présupposée de Tchang mais également lors de la scène dans laquelle Tintin se retrouve pris au piège du blizzard et finit par tomber dans une crevasse, dans une chute qui s'apparente à la « mort symbolique » du héros, et plus tard son retour à la vie quand il parvient à rejoindre le capitaine par ses propres moyens. Comme en point d'orgue de l'album, la caverne du yéti incarne « le domaine de la mort », dont les héros ressortent transformés. Sur un autre plan, à travers sa description du yéti, Hergé tend à rendre plausible l'existence des créatures légendaires, mais le lecteur n'est pas sommé de le croire : l'auteur interroge sa conception de la réalité.
L'entrée dans le domaine de la mort est reconduite dans la grotte de l'île de Pulau-Pulau Bompa, dans Vol 714 pour Sydney. Les héros y rencontrent Mik Ezdanitoff qui incarne la figure de l'initié tel qu'il est décrit dans les travaux de Simone Vierne, à savoir un individu appartenant à une petite communauté d'élus qui, par des rites initiatiques, accède à des connaissances et au secret auxquels les sociétés traditionnelles ne peuvent prétendre. Vanessa Labelle affirme que, pour Hergé, l'initiation n'est pas un simple accès à la connaissance mais également une « transformation ontologique ». De fait, Mik Ezdanitoff est capable de communiquer par télépathie et d'hypnotiser, des aptitudes surnaturelles qui lui proviennent directement du savoir des extraterrestres. Plus loin, l'apparente mort du professeur Tournesol, extrait inanimé de la grotte, le fait renaître en initié, dans la mesure où, retrouvant à la fin de l'aventure l'objet d'origine extraterrestre dans la poche de sa veste, il détient désormais une preuve de « l'un des plus grands mystères de l'existence ».

## Études et ouvrages consacrés

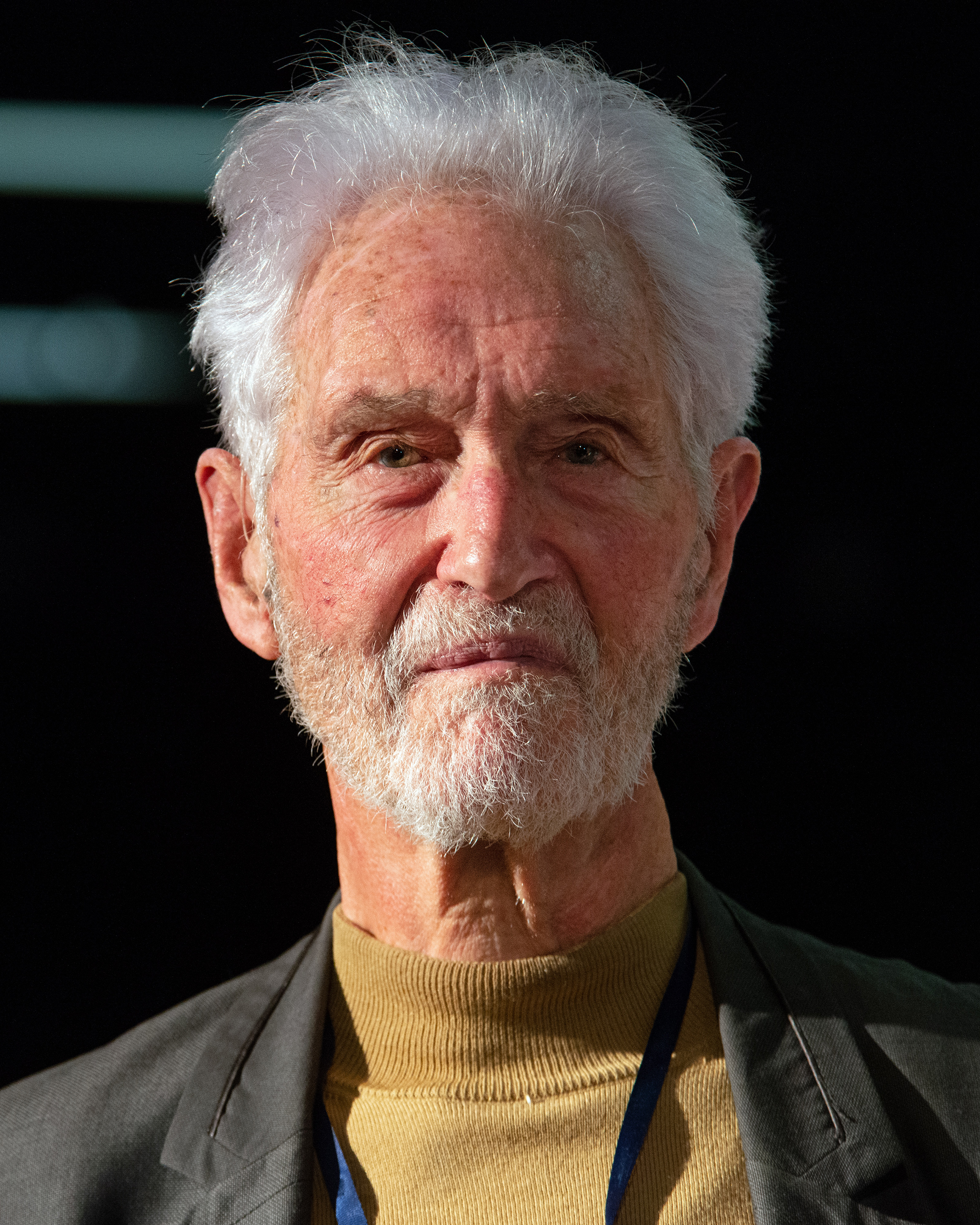
Francis Groux, ici en 2020, est l'un des premiers à s'intéresser au fantastique dans Tintin.

La récurrence des phénomènes paranormaux dans Les Aventures de Tintin explique le grand nombre de travaux que des universitaires, des écrivains ou des journalistes consacrent au sujet. Dès 1971, Francis Groux, l'un des fondateurs du Festival international de la bande dessinée d'Angoulême, publie dans la revue belge Ran Tan Plan un article de 15 pages intitulé « Rêves, délires et conscience dans l'œuvre d'Hergé ». Il y recense les apparitions du paranormal dans les albums, de même que l'article d'Yves di Manno publié l'année suivante dans un numéro spécial dédié à Hergé de la revue Schtroumpf - Les Cahiers de la bande dessinée, intitulé « Le Fantastique dans Tintin ». En 1983, le magazine (À suivre) consacre un hors-série en hommage posthume à l'auteur. L'écrivain et critique François Rivière y analyse le « réalisme fantastique » d'Hergé dans « La Huitième Boule de cristal ». En 2006, le journaliste Tristan Savin publie « Le Monde onirique de Tintin » dans un hors série de la revue Lire. Le sémiologue Pierre Fresnault-Deruelle étudie lui aussi cet aspect dans un ouvrage préfacé par Michel Porret, Les rêves de Tintin ; entre métaphores et métamorphoses, publié en 2017 aux éditions Georg, tandis que Le Point et Historia diffusent en 2013 un numéro hors série de 130 pages, intitulé Tintin et les forces obscures et qui fait intervenir plusieurs spécialistes de l'œuvre d'Hergé comme Frédéric Soumois, Jacques Langois, Jean-Marie Embs ou Thomas Sertillanges.
En 1993, l'universitaire Philippe Marion étudie les aspects du fantastique hergéen dans L'Étoile mystérieuse et Les Sept Boules de cristal puis, en 2014, Vanessa Labelle soutient une thèse à l'université d'Ottawa sur la représentation du paranormal dans les Aventures de Tintin. Elle étudie plus particulièrement les quatre albums dans lesquels le paranormal fait partie intégrante de l'intrigue, à savoir Les Sept Boules de cristal, Le Temple du Soleil, Tintin au Tibet et Vol 714 pour Sydney, tout en identifiant ses différentes occurrences dans les autres récits.
La plupart des biographes du dessinateur abordent son intérêt pour les voyantes et le paranormal, en particulier Thierry Smolderen et Pierre Sterckx, qui signent Hergé, portrait biographique chez Casterman en 1988, tandis que Benoît Mouchart et François Rivière, dans Hergé, portrait intime du père de Tintin, paru en 2011 aux éditions Robert Laffont, évoquent l'influence de la folie de sa mère sur les créations de l'auteur. Plusieurs auteurs cherchent à démontrer les liens entre Hergé et certaines mouvances ésotéristes, bien qu'aucun de ses biographes n'ait jamais évoqué plus qu'un simple intérêt du dessinateur pour ces questions. Parmi ces ouvrages figurent Hergé au pays des tarots de Pierre-Loup Augereau en 1999, Hergé chez les initiés de Jacques Fontaine en 2001, Le Monde inconnu d'Hergé (2002) et Le Démon inconnu d'Hergé (2011), tous deux écrits par Bertrand Portevin, La Vie secrète d'Hergé d'Olivier Reibel en 2010, La Clé alchimique de l'œuvre d'Hergé d'Étienne Badot en 2011, ou encore Hergé et l'Énigme du pôle, publié par Paul-Georges Sansonetti la même année.